# Майер, Арне
Арне Карл Майер (нем. Arne Carl Maier; род. 8 января 1999, Людвигсфельде, Бранденбург) — немецкий футболист, полузащитник клуба «Аугсбург». Участник летних Олимпийских игр 2020 в Токио.

## Клубная карьера
Майер — воспитанник берлинской «Герты». 13 мая 2017 года в матче против «Дармштадт 98» он дебютировал в Бундеслиге в составе последнего, заменив Саломона Калу во втором тайме. Летом 2020 года Майер был арендован «Арминией». 19 сентября в матче против «Вердера» он дебютировал за новую команду. По окончании аренды Арне вернулся в «Герту». Летом 2021 года Майер был арендован клубом Аугсбург. 14 августа в матче против «Хоффенхайма» он дебютировал в Бундеслиге.

## Международная карьера
В 2016 году в составе юношеской сборной Германии Майер принял участие в юношеском чемпионате Европы в Азербайджане. На турнире он сыграл в матчах против команд Украины, Боснии и Герцеговины, Австрии, Бельгии и Испании.
В 2019 году в составе молодёжной сборной Германии Майер принял участие в молодёжном чемпионате Европы в Италии. На турнире он сыграл в матчах против команд Дании, Сербии и Румынии. В поединке против сербов Арне забил гол.
В 2021 году в составе молодёжной сборной Германии Майер стал победителем молодёжного чемпионата Европы в Венгрии и Словении. На турнире он сыграл в матчах против команд Дании, Венгрии, Нидерландов, Румынии, Нидерландов и Португалии.
В 2021 году в составе олимпийской сборной Германии Майер принял участие в летних Олимпийских играх 2020 в Токио. На турнире он сыграл в матчах против команд Бразилии, Саудовской Аравии и Кот-д’Ивуара.

## Достижения
Международные
 Германия (до 21)
- Победитель молодёжного чемпионата Европы — 2021